# St. Maria Magdalena (Niederadenau)

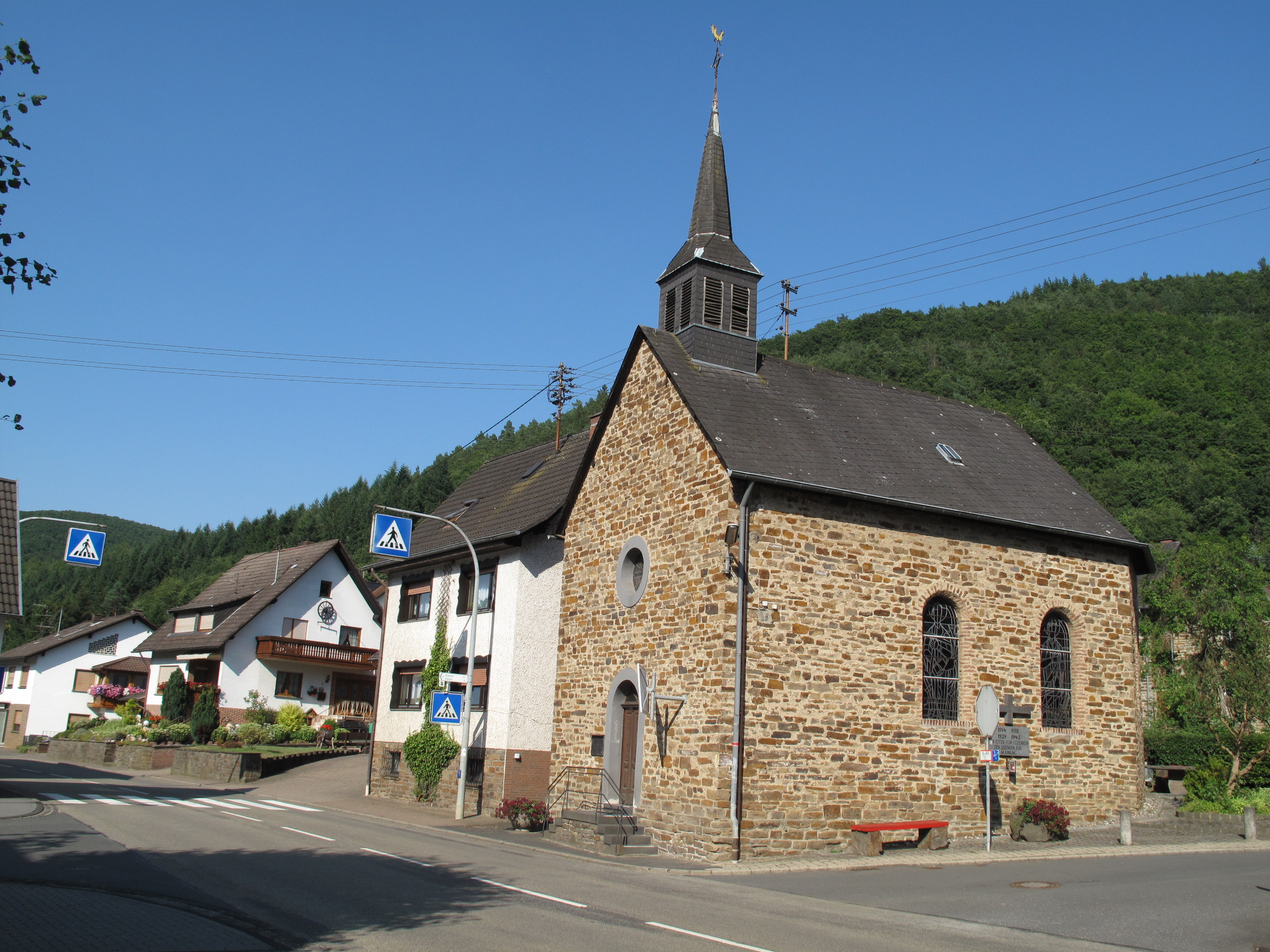
Kirche St. Maria Magdalena in Niederadenau

Die katholische Filialkirche St. Maria Magdalena in Niederadenau, einem Ortsteil der Ortsgemeinde Dümpelfeld im Landkreis Ahrweiler in Rheinland-Pfalz, wurde 1872 errichtet. Die an der Adenauer Straße 29 liegende Kirche ist ein geschütztes Kulturdenkmal.  

## Beschreibung
Die der heiligen Maria Magdalena geweihte Kirche ist ein unverputzter Bruchsteinbau aus dem Jahr 1872. Er wurde an der Stelle einer älteren Kapelle errichtet. Die Kirche besitzt zwei Achsen und einen dreiseitigen Schluss. Auf dem geschieferten Satteldach sitzt ein vierseitiger Dachreiter mit Helm, der von einem Kreuz mit Wetterfahne bekrönt wird.

## Ausstattung
Der Altar mit zweiteiligem Architekturaufbau und geschweiften Giebelecken entstand um 1700.

## Fenster
Bei der Renovierung im Jahr 1960 wurden zwei neue Bleiglasfenster eingesetzt, die die hl. Maria Magdalena und den hl. Hubertus darstellen. 